# Dra Abou el-Naga
La nécropole de Dra Abou el-Naga (en arabe : ذراع أبو النجا) est située sur la rive occidentale du Nil à Thèbes, juste avant l'entrée du site de Deir el-Bahari, et au nord de la nécropole d'el-Assasif.
C'est dans cette nécropole qu'ont été retrouvées quatre-vingt-une des quatre-cent-quinze tombes thébaines identifiées de la vallée des Nobles : 
- TT11 à TT20,
- TT140 à TT169,
- TT231 à TT234,
- TT236,
- TT237,
- TT239,
- TT241,
- TT255,
- TT260 à TT262,
- TT281 à TT289,
- TT293,
- TT300 à TT307,
- TT332 à TT334,
- TT344,
- TT375 à TT379,
- TT401,
- TT402,
- et ANB.

Le lundi 26 mai 2025, le ministère du Tourisme et des Antiquités d'Égypte a annoncé dans un communiqué la découverte de trois cimetières datant du Nouvel Empire.
Les occupants ont été identifiés grâce aux inscriptions relevées dans les tombes.

Plan de Dra Abou el-Naga
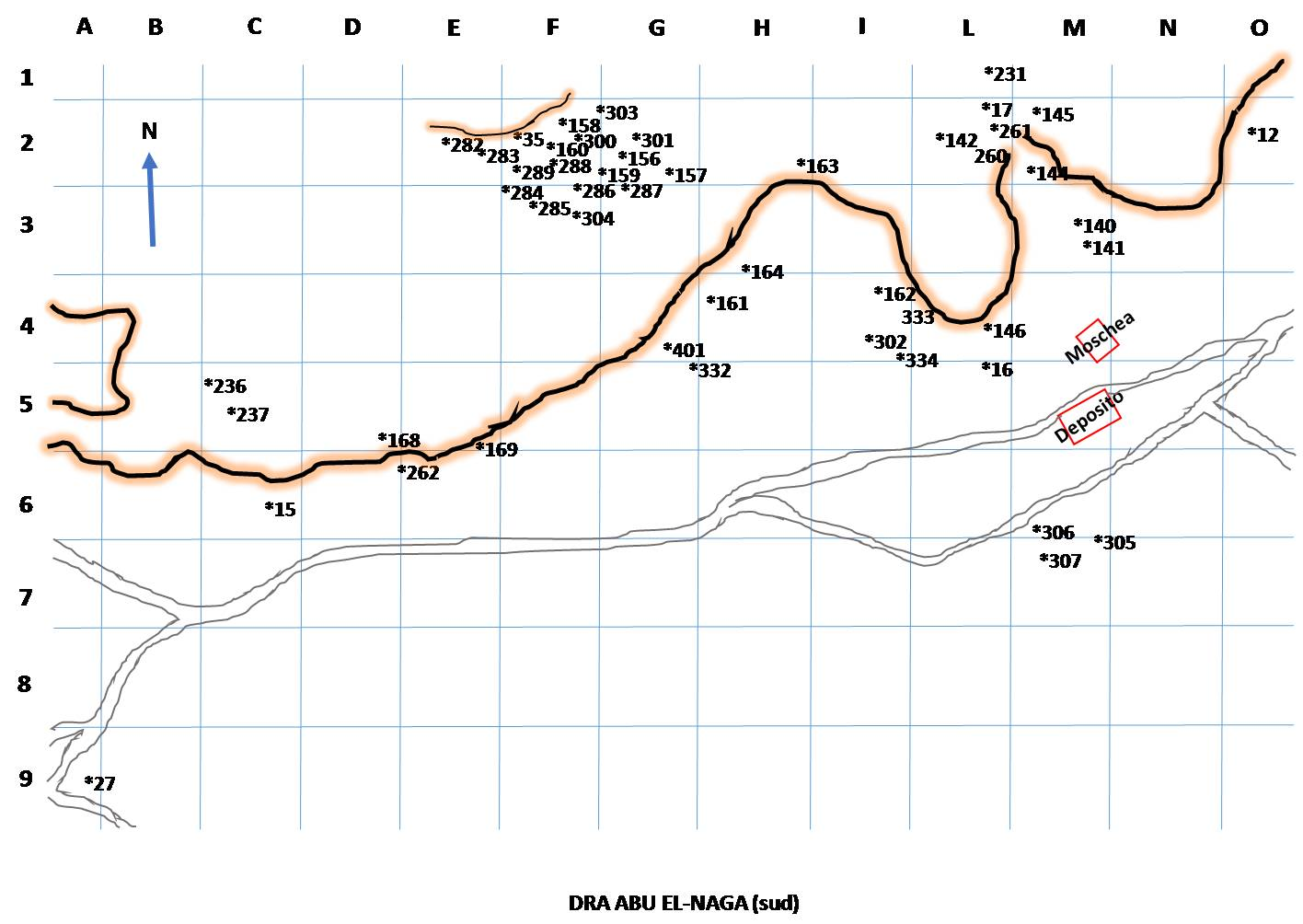
Dra Abou el-Naga (sud)
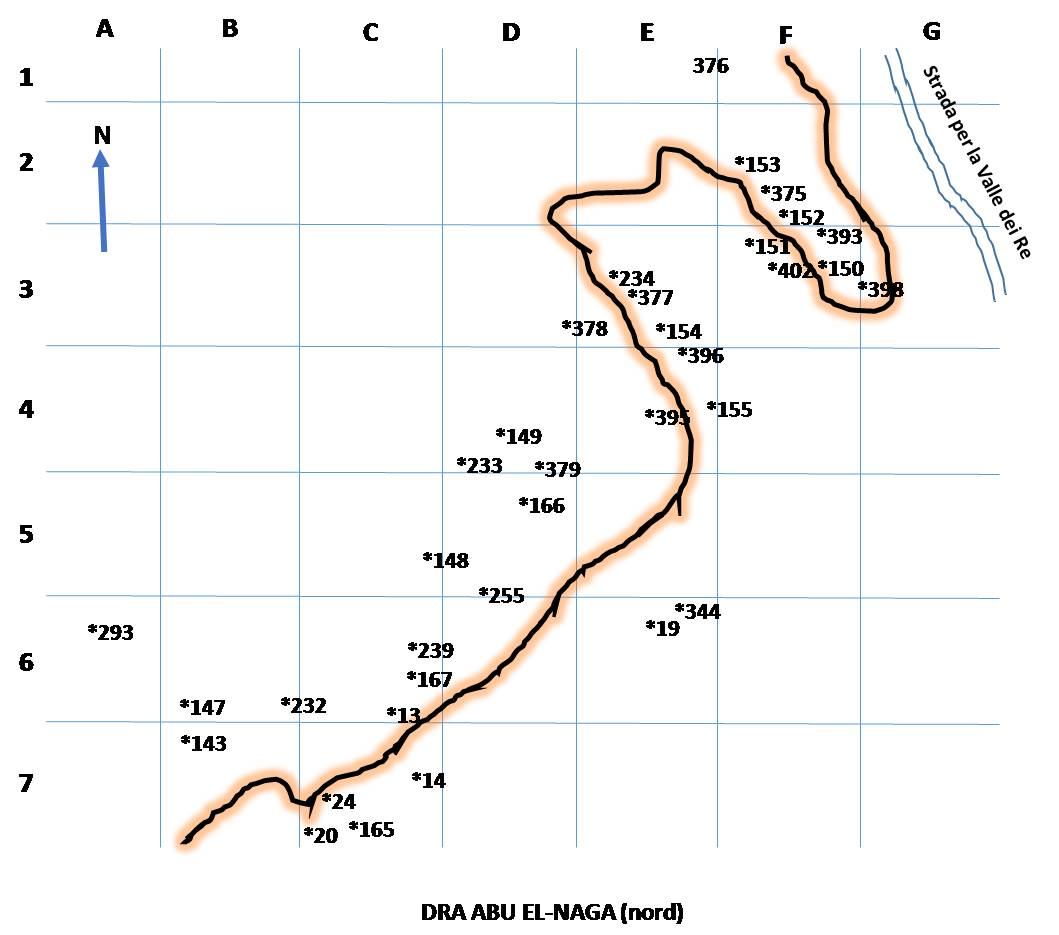
Dra Abou el-Naga (nord)